# 45-та паралель північної широти
45-та паралель північної широти — лінія широти, що лежить на 45 градусів північніше земної екваторіальної площини. Вона проходить через Європу, Азію, Тихий океан, Північну Америку та Атлантичний океан. 45-ту паралель північної широти часто вказують як таку, що лежить на півшляху між екватором та Північним полюсом, проте насправді ця паралель проходить на 16,2 кілометри північніше 45-ї паралелі пн.ш. через те, що Земля має форму не ідеальної кулі, а геоїда, тобто має опуклість на екваторі та сплюснута з полюсів.
На цій широті під час літнього сонцестояння сонце видно 15 годин 37 хвилин, а під час зимового сонцестояння — 8 годин 46 хвилин. 21 червня максимальна висота Сонця становить 68,4°, 21 грудня — 21,6°, а під час днів рівнодення — 45°.

## Список географічних об'єктів, що перетинає 45° пн. ш.
Починаючи з Гринвіцького меридіану та рухаючись на схід, 45-та паралель північної широти проходить через:
| Координати                                                   | Країна, територія або море | Примітки |
| ------------------------------------------------------------ | -------------------------- | --- |
| 45°0′ пн. ш. 0°0′ сх. д. / 45.000° пн. ш. 0.000° сх. д.      | Франція                    | Нова Аквітанія Окситанія Нова Аквітанія Овернь-Рона-Альпи — проходить південніше Гренобля Прованс — Альпи — Лазурний Берег                                                      |
| 45°0′ пн. ш. 6°44′ сх. д. / 45.000° пн. ш. 6.733° сх. д.     | Італія                     | П'ємонт – проходить південніше Турина Ломбардія — проходить через Вогеру та Мантую Емілія-Романья — проходить південнше П'яченци Ломбардія Венето — проходить південніше Ровіго |
| 45°0′ пн. ш. 12°27′ сх. д. / 45.000° пн. ш. 12.450° сх. д.   | Адріатичне море            | Венеційська затока |
| 45°0′ пн. ш. 13°44′ сх. д. / 45.000° пн. ш. 13.733° сх. д.   | Хорватія                   | Проходить через півострів Істрія, острови Црес і Крк і материк |
| 45°0′ пн. ш. 15°46′ сх. д. / 45.000° пн. ш. 15.767° сх. д.   | Боснія і Герцеговина       | |
| 45°0′ пн. ш. 18°44′ сх. д. / 45.000° пн. ш. 18.733° сх. д.   | Хорватія                   | |
| 45°0′ пн. ш. 19°6′ сх. д. / 45.000° пн. ш. 19.100° сх. д.    | Сербія                     | Воєводина — проходить через Сремську Митровицю та Руму[en]. Проходить через Стару Пазову, та північніше Белграда                                                                |
| 45°0′ пн. ш. 21°24′ сх. д. / 45.000° пн. ш. 21.400° сх. д.   | Румунія                    | Проходить південніше Тиргу-Жіу та Римніку-Вилча та північніше Плоєшті |
| 45°0′ пн. ш. 29°39′ сх. д. / 45.000° пн. ш. 29.650° сх. д.   | Чорне море                 | |
| 45°0′ пн. ш. 33°36′ сх. д. / 45.000° пн. ш. 33.600° сх. д.   | Україна                    | Проходить через Кримський півострів Проходить північніше Сімферополя та південніше Феодосії                                                                                     |
| 45°0′ пн. ш. 35°24′ сх. д. / 45.000° пн. ш. 35.400° сх. д.   | Чорне море                 | |
| 45°0′ пн. ш. 37°13′ сх. д. / 45.000° пн. ш. 37.217° сх. д.   | Росія                      | Проходить південніше Краснодара та північніше Ставрополя |
| 45°0′ пн. ш. 47°15′ сх. д. / 45.000° пн. ш. 47.250° сх. д.   | Каспійське море            | |
| 45°0′ пн. ш. 51°4′ сх. д. / 45.000° пн. ш. 51.067° сх. д.    | Казахстан                  | |
| 45°0′ пн. ш. 56°0′ сх. д. / 45.000° пн. ш. 56.000° сх. д.    | Узбекистан                 | Каракалпакстан |
| 45°0′ пн. ш. 59°50′ сх. д. / 45.000° пн. ш. 59.833° сх. д.   | Казахстан                  | |
| 45°0′ пн. ш. 80°2′ сх. д. / 45.000° пн. ш. 80.033° сх. д.    | КНР                        | Сіньцзян |
| 45°0′ пн. ш. 93°13′ сх. д. / 45.000° пн. ш. 93.217° сх. д.   | Монголія                   | |
| 45°0′ пн. ш. 111°46′ сх. д. / 45.000° пн. ш. 111.767° сх. д. | КНР                        | Внутрішня Монголія |
| 45°0′ пн. ш. 112°31′ сх. д. / 45.000° пн. ш. 112.517° сх. д. | Монголія                   | |
| 45°0′ пн. ш. 114°7′ сх. д. / 45.000° пн. ш. 114.117° сх. д.  | КНР                        | Внутрішня Монголія Цзілінь Хейлунцзян |
| 45°0′ пн. ш. 131°30′ сх. д. / 45.000° пн. ш. 131.500° сх. д. | Росія                      | Приморський край — проходить через озеро Ханка |
| 45°0′ пн. ш. 136°37′ сх. д. / 45.000° пн. ш. 136.617° сх. д. | Японське море              | Проходить південніше острова Рісірі[en], Японія |
| 45°0′ пн. ш. 141°41′ сх. д. / 45.000° пн. ш. 141.683° сх. д. | Японія                     | Проходить через острів Хоккайдо |
| 45°0′ пн. ш. 142°32′ сх. д. / 45.000° пн. ш. 142.533° сх. д. | Охотське море              | |
| 45°0′ пн. ш. 147°31′ сх. д. / 45.000° пн. ш. 147.517° сх. д. | Курильські острови         | Проходить через японський острів Ітуруп, окупований Росією |
| 45°0′ пн. ш. 147°59′ сх. д. / 45.000° пн. ш. 147.983° сх. д. | Тихий океан                | |
| 45°0′ пн. ш. 124°1′ зх. д. / 45.000° пн. ш. 124.017° зх. д.  | США                        | Орегон — проходить північніше Сейлема Айдахо Монтана Становить кордон між Монтаною та Вайомінгом Південна Дакота Міннесота — проходить через Міннеаполіс та Сент-Пол Вісконсин  |
| 45°0′ пн. ш. 87°37′ зх. д. / 45.000° пн. ш. 87.617° зх. д.   | Озеро Мічиган              | Затока Грін-Бей[en] Проходить через територіальні води США |
| 45°0′ пн. ш. 87°21′ зх. д. / 45.000° пн. ш. 87.350° зх. д.   | США                        | Проходить через півострів Дор[en] Вісконсин |
| 45°0′ пн. ш. 87°9′ зх. д. / 45.000° пн. ш. 87.150° зх. д.    | Озеро Мічиган              | Проходить через територіальні води США |
| 45°0′ пн. ш. 86°9′ зх. д. / 45.000° пн. ш. 86.150° зх. д.    | США                        | Проходить через острів Саут-Маніту[en] Вісконсин |
| 45°0′ пн. ш. 86°5′ зх. д. / 45.000° пн. ш. 86.083° зх. д.    | Озеро Мічиган              | Проходить через територіальні води США |
| 45°0′ пн. ш. 85°46′ зх. д. / 45.000° пн. ш. 85.767° зх. д.   | США                        | Проходить через півострів Лілано[en] Вісконсин |
| 45°0′ пн. ш. 86°5′ зх. д. / 45.000° пн. ш. 86.083° зх. д.    | Озеро Мічиган              | Затока Гранд-Траверс-Бей[en] Проходить через територіальні води США |
| 45°0′ пн. ш. 85°47′ зх. д. / 45.000° пн. ш. 85.783° зх. д.   | США                        | Мічиган |
| 45°0′ пн. ш. 83°26′ зх. д. / 45.000° пн. ш. 83.433° зх. д.   | Озеро Гурон                | Проходить через територіальні води США та Канади |
| 45°0′ пн. ш. 81°27′ зх. д. / 45.000° пн. ш. 81.450° зх. д.   | Канада                     | Проходить через Півострів Брюс Онтаріо |
| 45°0′ пн. ш. 81°11′ зх. д. / 45.000° пн. ш. 81.183° зх. д.   | Озеро Гурон                | Затока Джорджен-Бей Проходить через територіальні води Канади |
| 45°0′ пн. ш. 79°59′ зх. д. / 45.000° пн. ш. 79.983° зх. д.   | Канада                     | Онтаріо |
| 45°0′ пн. ш. 74°54′ зх. д. / 45.000° пн. ш. 74.900° зх. д.   | США                        | Нью-Йорк – приблизно на 10 км |
| 45°0′ пн. ш. 74°46′ зх. д. / 45.000° пн. ш. 74.767° зх. д.   | Канада                     | Проходить через острів Корнуолл[en] Онтаріо Квебек — проходить північніше кордону з штатом Нью-Йорк, США                                                                        |
| 45°0′ пн. ш. 73°54′ зх. д. / 45.000° пн. ш. 73.900° зх. д.   | США                        | Нью-Йорк — проходить південніше кордону з Квебеком, Канада Вермонт — проходить південніше кордону з Квебеком, Канада Нью-Гемпшир Мен                                            |
| 45°0′ пн. ш. 67°4′ зх. д. / 45.000° пн. ш. 67.067° зх. д.    | Затока Пассамаколді[en]    | |
| 45°0′ пн. ш. 67°0′ зх. д. / 45.000° пн. ш. 67.000° зх. д.    | Канада                     | Проходить через острів Дір[en] Нью-Брансвік |
| 45°0′ пн. ш. 66°57′ зх. д. / 45.000° пн. ш. 66.950° зх. д.   | Затока Фанді               | Проходить через територіальні води Канади |
| 45°0′ пн. ш. 65°10′ зх. д. / 45.000° пн. ш. 65.167° зх. д.   | Канада                     | Нова Шотландія — проходить північніше Форт-Едварда[en] |
| 45°0′ пн. ш. 61°57′ зх. д. / 45.000° пн. ш. 61.950° зх. д.   | Атлантичний океан          | |
| 45°0′ пн. ш. 1°12′ зх. д. / 45.000° пн. ш. 1.200° зх. д.     | Франція                    | Нова Аквітанія — проходить північніше Бордо |

## Європа

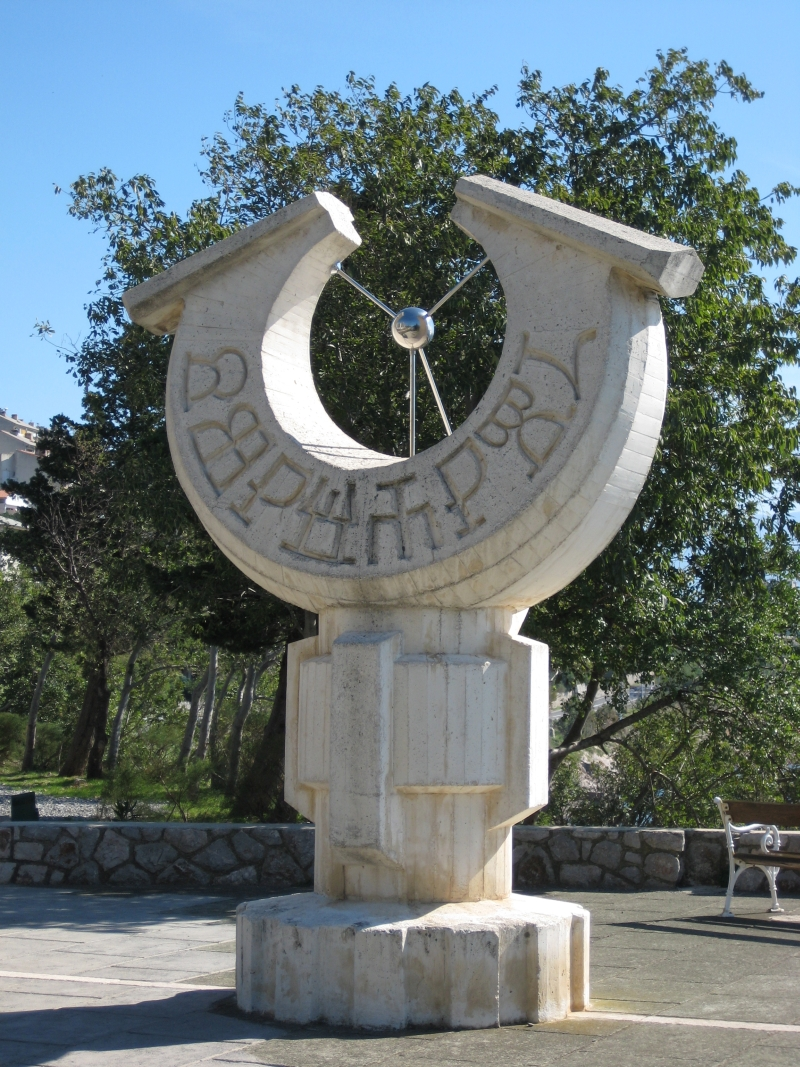
Сонячний годинник на 45-й паралелі в Сені, Хорватія

У Європі 45-та паралель пн.ш. перетинає Біскайську затоку та заходить на територію Франції. Далі на схід вона проходить через регіон Аквітанія, північніше Бордо, перетинає Центральний масив та річку Рону в Пон-де-л'Ізері, проходить північніше Валанса та через Гренобль. Далі паралель перетинає Котські Альпи та заходить на територію Італії. В Італії паралель проходить південніше Турина, через Вогеру та Мантую в Ломбарії і П'яченцу в Емілії-Романьї та проходить паралельно річці По біля Ровіго.
Далі на схід паралель проходить через країни Балканського півострова: через адріатичну частину Хорватії, північний край Боснії і Герцеговини, східну частину Хорватії, через Воєводину, автономний край Сербії, та через Румунію, через місто Тиргу-Жіу та північніше Плоєшті. Столиця Сербії – Белград лежить на південь від паралелі.
Далі на схід паралель перетинає Чорне море, проходячи через Україну (через Автономну Республіку Крим та її столицю Сімферополь). У Росії вона проходить від східного узбережжя чорного моря до Каспійського моря до західного узбережжя Каспійського моря через Краснодарський край та його адміністративний центр — місто Краснодар, через Ставропольський край та через Калмикію.

## Азія
Далі на схід паралель проходить через південний Казахстан, оминаючи північний край плато Устюрт. Далі паралель заходить на територію Узбекистану, перетинаючи Аральське море та токсичний півострів Відродження — місце розташування покинутої радянської лабораторії біологічної зброї. Далі паралель знову проходить територією Казахстану, через Кизилорду та село Бурубайтал, яке лежить на південному березі озера Балхаш.
На території Північно-Західного Китаю паралель проходить через Ілі-Казахську автономну область у провінції Сіньцзян та нафтове місто Карамай в Джунгарії. Далі на схід паралель перетинає південь Монголії, проходячи через Ховд, Говь-Алтай, Баянхонгор, Уверхангай, Дундговь, Дорноговь (та столицю цього регіону Сайншанд) та Сухе-Батор. Далі паралель перетинає озеро Ханка і знову на територію Північно-Східного Китаю. Вона перетинає східну частину Внутрішньої Монголії, Цзілінь та Хейлунцзян, проходячи південніше Харбіна.
Далі паралель перетинає Приморський край в Росії, проходить північніше Владивостока та виходить на узбережжя Японського моря. Вона проходить через національний парк Рісірі-Ребун-Саробецу та місто Хоронобе, розташовані на півночі Хоккайдо, найпівнічнішого з головних островів Японії, після чого виходить до Тихого океану.

## Північна Америка

Частина 45-ї паралелі північної широти, яка називається Лінія Коллінза-Валентайна, визначає частину міжнародного кордону між канадською провінцією Квебек та штатами Нью-Йорк і Вермонт в США

В США через 45-ту паралель північної широти проходить кордон між штатами Монтана та Вайомінг

У Північній Америці приблизно через 45-ту паралель пн.ш. проходить кордон між Сполученими Штатами Америки та Канадою на відрізку між річками Св. Лаврентія та Коннектикутом (формуючи північний кордон штатів Нью-Йорк та Вермонт із канадською провінцією Квебек), через що паралель іноді називають «Канадською лінією». Фактична межа штату Вермонт розташована приблизно на 1 км північніше паралелі через картографічну помилку. Кордон у цьому місці перетинає озеро Шамплейн, яке поділене між двома країнами та більша частина якого розташована на території Сполучених Штатів Америки.
45-та паралель пн.ш. утворює більшу частину кордону між штатами Монтана та Вайомінг. Вона також проходить через штати Орегон, Айдахо, Південна Дакота, Міннесота, Вісконсин, Мічиган, Вермонт, Нью-Гемпшир та Мен, а також через канадські провінції Онтаріо, Квебек, Нью-Брансвік та Нова Шотландія.
45-та паралель пн.ш. перетинає агломерацію Міннеаполісу та Сент-Полу. Центральна траса Бродвей-авеню, яка проходить зі сходу на захід, була навмисне розпланована проектувальниками міста таким чином, щоб вона збігалася з 45-тою паралеллю (тобто, якщо ви стоїте посеред вулиці, ви буквально стоїте на 45-й паралелі). У західній частині США паралель проходить через Великі рівнини та Скелясті гори і перетинає тихоокеанське узбережжя штату Орегон. У багатьох місцях на території США паралель відмічена на магістральних автошляхах знаком, який оголошує, що він міститься на півшляху між північним полюсом та екватором.

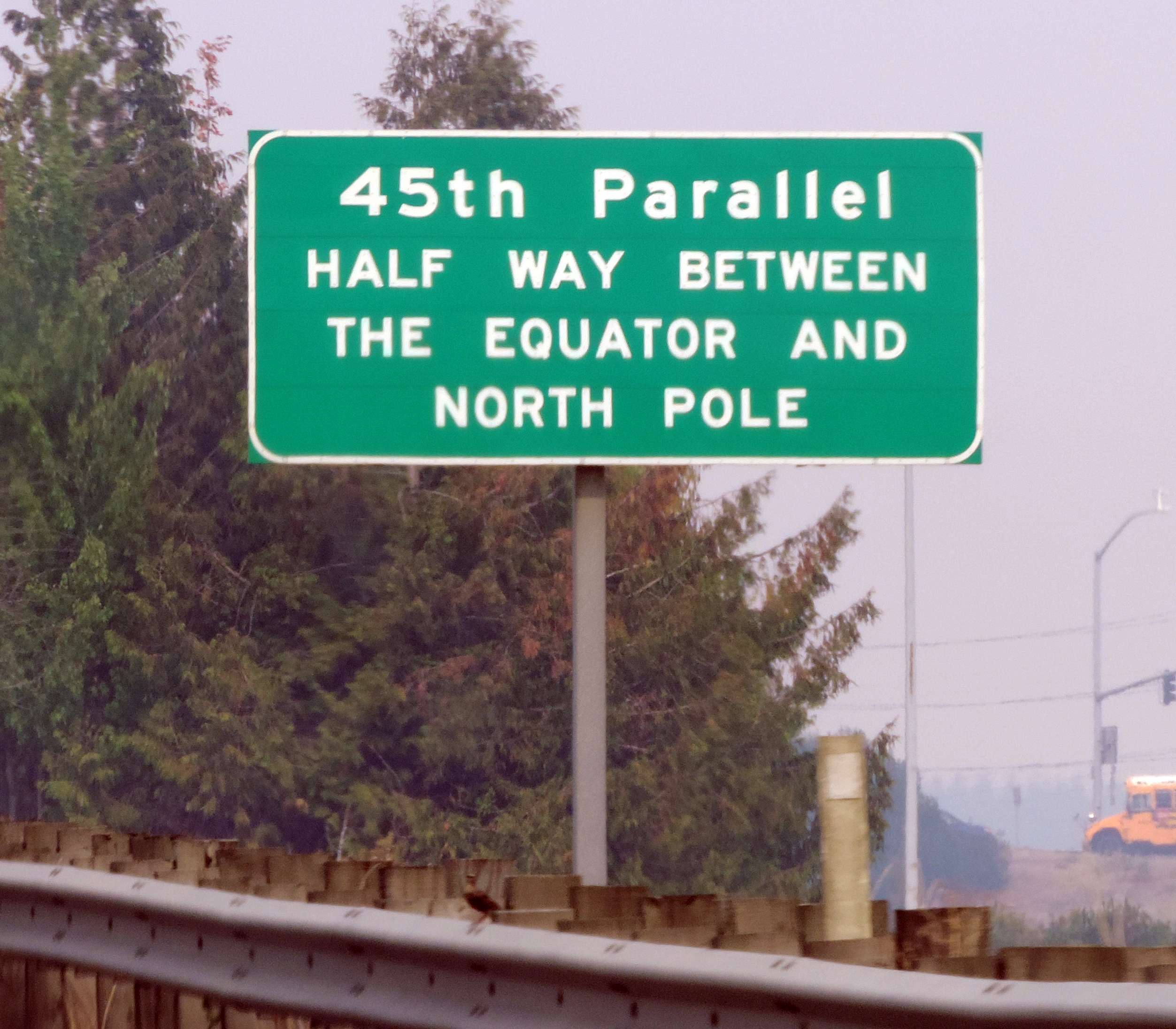
Знак на міжштатній автомагістралі 5 поблизу Кейзера, Орегон
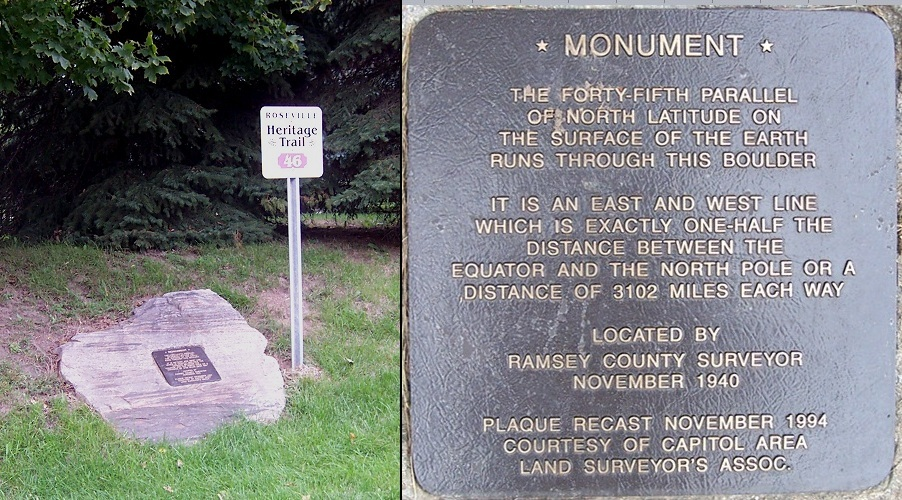
Пам'ятний знак у Розвілі, Міннесота
Пам'ятний знак у Нью-Гемпширі
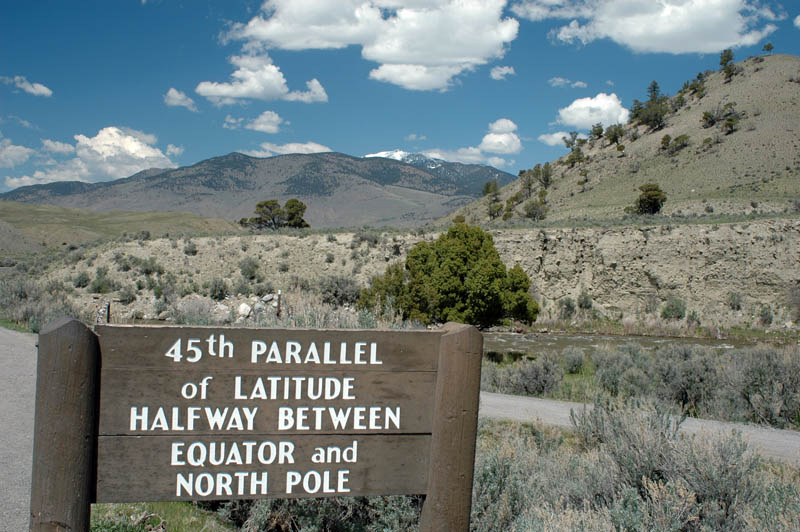
Пам'ятний знак у Єллоустоунському національному парку